# Néréide (lune)
Pour les articles homonymes, voir Néréide.
Néréide est le troisième plus grand satellite naturel de Neptune.

## Historique

### Découverte
L'objet a été découvert en 1949 par Gerard Kuiper. Il a fait l'objet d'observations, à la distance de 470 000 km, par la sonde spatiale Voyager 2 en 1989 lors de son approche de Neptune.

### Dénomination
Son nom provient des Néréides, nymphes marines de la mythologie grecque.

## Orbite
L'orbite de Néréide a un demi-grand axe de 5 513 400 km et est extrêmement excentrique, la distance à Neptune variant de 1 353 600 km à son périposéide à 9 623 700 km à son apoposéide. Ce fut pendant longtemps l'orbite la plus excentrique des planètes ou des satellites naturels de tout le système solaire, record détenu depuis 2004 par Bestla, un satellite de Saturne. Cette orbite inhabituelle laisse penser que Néréide est un astéroïde capturé ou un ancien objet de la ceinture de Kuiper, ou qu'il a été perturbé lors de la capture de Triton, le plus grand satellite de Neptune.